# تورناسنت‌آندراش
تورناسنت‌آندراش (به مجاری:  Tornaszentandrás) یک شهرداری در مجارستان است که در ناحیه ادلنی واقع شده‌است. تورناسنت‌آندراش ۱۵٫۶۵ کیلومتر مربع مساحت و ۲۳۳ نفر جمعیت دارد.